# Friedrich Buchardt
Friedrich Buchardt (né le 17 mars 1909 à Riga – mort le 20 décembre 1982 à Nussbach) était un Obersturmbannführer (lieutenant-colonel) SS allemand, dirigeant du Vorkommando Moskau, l'une des divisions de l'Einsatzgruppe B. Il travailla ensuite pour le MI6 jusqu'en 1947 et ensuite, vraisemblablement, pour la CIA. Buchardt ne fut jamais inquiété, étant l'un des agents utilisés par l'Ouest de plus sinistre réputation, et mourut à l'âge de 73 ans.

## Études et années 1930
D'origine germano-balte, Buchardt étudia au lycée allemand de Riga puis le droit à l'Université de Berlin et de Iéna. Il adhéra aux SA en octobre 1933, qu'il quitta l'année suivante, étant de formation plutôt intellectuelle. Sa thèse était intitulée Droits des minorités nationales en Lettonie, son importance internationale, et son administration.
Ayant terminé ses études, il retourna à Riga où il s'essaya à organiser un mouvement germano-balte sous la direction d'Erhard Kroeger. Il finançait et contribuait au journal pro-nazi Rigaschen Rundschau, fermé par les autorités lettones en mai 1934 en raison de ses liens trop étroits avec l'Allemagne nazie. Ceci plongea Buchardt dans les difficultés financières, et il devint alors juriste dans une société de marketing en Allemagne, puis directeur des études économiques à l'Institut balte. Il rencontra le Dr Franz Six, futur leader du Vorkommando Moskau, à l'Université de Königsberg. Sous son conseil, il fut recruté par le Sicherheitsdienst (SD, le service de renseignement SS), travaillant sous ses ordres. Il étudiait alors la topographie et l'économie de l'URSS, ainsi que la répartition des Juifs qui y vivaient. À la fin des années 1930, il avait un poste prestigieux à l'Institut Wannsee (en), centre d'études orientales.

## La guerre
Au moment de l'invasion de la Pologne, Buchardt, âgé de 30 ans, était Obersturmführer, dirigeant une unité de policiers SS germano-baltes dans le port de Gdynia, qui se chargeait du pillage local. L'année suivante, il fut affecté au Bureau de relocalisation des Polonais et des Juifs à Poznań, où il s'agissait pour lui d'établir, sur une échelle de 1 à 5, le niveau de « germanité » de la population.
En 1940, sous les ordres du Brigadeführer Odilo Globocnik, il fut à la tête du SD à Lublin, commençant alors à intervenir directement dans l'extermination des Juifs. Il fut chargé, en février 1941, du même travail à Łódź, recevant ses ordres directement du RSHA.
Peu avant le déclenchement de l'opération Barbarossa (juin 1941), il fut rappelé et, afin de « parfaire sa formation », assigné au Vorkommando Moskau de l'Einsatzgruppe B. Il était ainsi, au début, officier de liaison entre le Dr Franz Six et le chef de l'Einsatzgruppe B, le Gruppenführer (général) Arthur Nebe. À la suite de l'offensive contre Moscou d'octobre 1941, il fut promu Sturmbannführer en novembre 1941, puis, en décembre 1941, chef du Vorkommando Moskau.
L'Armée rouge repoussant l'assaut contre Moscou, le nouveau chef du Vorkommando fut envoyé à Łódź en janvier 1942, où il continua son travail à la tête du SD local. De janvier à septembre 1942, il se chargea de la déportation d'environ 80 000 Juifs et Tsiganes vers le camp d'extermination de Chełmno.
En février 1943, on lui donna le commandement de l'Einsatzkommando 9, dépendant de l'Einsatzgruppe B. Il était alors chargé de l'extermination près de Vitebsk, et fut décoré de la Croix de fer de première classe, de la Croix pour mérite de guerre de première classe avec épées, de l'Insigne d'argent du courage et de l'Insigne d'argent de l'infanterie d'assaut. En juin 1944, il fut ainsi promu Obersturmbannführer (lieutenant-colonel, le même grade qu'Eichmann).
Envoyé à Berlin, sous les ordres du Gruppenführer Otto Ohlendorf, il dirigea l'Amt III B 2 du RSHA, spécialisé dans les questions raciales et ethniques, puis, à partir de décembre 1944, le Sonderkommando Ost, chargé du renseignement sur les Russes résidant dans le Reich, y compris les membres de l'armée collaborationniste du général Andreï Vlassov.

## Après guerre
Avec la Libération, son chef, Otto Ohlendorf, avait mis en place un réseau au sein du SD, appelé Bundschuh (« Soulier lacé »). Le réseau devait être une sorte de stay-behind chargé de mener des actions contre les Alliés. Buchardt devint le chef du secteur sud-est du réseau, étant envoyé de Berlin à Karlsbad. À la fin avril 1945, on l'aperçut près d'Innsbruck, où s'étaient également réfugiés de nombreux membres de l'Armée Vlassov.
Capturé par l'armée américaine et transféré aux Britanniques, il fut interné dans le camp de prisonniers de Rimini. Il montra alors aux autorités britanniques un document, intitulé « La gestion du problème russe à l'époque du régime nazi en Allemagne », qui lui permit d'échapper à la justice et d'être employé par le MI6 : le document récapitulait toutes les opérations d'espionnage en Europe de l'Est.
En 1947, le MI6 rompit ses relations avec Buchardt, lequel proposa alors ses services aux États-Unis. Vraisemblablement, selon Guy Walters (2009), ceux-ci les auraient acceptés. Un rapport du Counter Intelligence Corps américain, de 1950, note ainsi qu'il faudrait informer la CIA d'une enquête lancée par le Bureau bavarois d'indemnisation foncière contre Buchardt, cette agence étant le probable employeur de Buchardt.
Celui-ci vécu la majorité de sa vie à Heidelberg, et mourut tranquillement à Nussbach en 1982.